# Campeonato Paranaense de Futebol de 2019 - Segunda Divisão
A Segunda Divisão do Campeonato Paranaense de Futebol 2019, foi a 55ª edição da competição, e contou com a participação de 10 clubes. Sua organização é de competência da Federação Paranaense de Futebol.
Foram disponibilizadas duas vagas a Primeira Divisão de 2020, já os dois clubes que terminaram a primeira fase nas duas últimas posições estarão automaticamente rebaixados à Terceira Divisão de 2020 do próximo ano.

## Regulamento
Diferente da edição anterior, o Paranaense contou com 4 fases:
- Primeira Fase: As equipes se enfrentaram em turno único, em nove rodadas. Os oito melhores avançaram à segunda fase, enquanto os dois últimos descenderam para a Terceira Divisão.
- Segunda Fase: Os times que avançaram foram divididos em dois grupos e se enfrentam dentro de cada grupo em turno e returno. O grupo 1 foi composto pelo 1º Colocado, 4º Colocado, 5º Colocado e 8º Colocado da fase anterior. Já o grupo 2 pelo 2º Colocado, 3º Colocado, 6º Colocado e 7º Colocado. Os dois melhores time de cada grupo estarão classificados para a Terceira Fase (Semifinais).
- Terceira Fase (Semifinais): O 1º Colocado do Grupo B enfrenta o 2º Colocado do Grupo C, e o 1º Colocado do Grupo C enfrenta o 2º Colocado do Grupo B, em partida de ida e volta, as duas equipes vencedoras passarão para a Quarta fase (Final) e conquistarão o acesso à Primeira Divisão.
- Quarta Fase (Final): Em partida de ida e volta será conhecido o campeão de 2019.

### Critérios de desempate
1. Maior número de vitórias;
2. Maior saldo de gols
3. Maior número de gols a favor;
4. Menor número de cartões vermelhos;
5. Menor número de cartões amarelos;
6. Sorteio.

## Primeira Fase

### Classificação
| Pos | Equipes          | Pts | J | V | E | D | GP | GC | SG  | %  | Classificação ou rebaixamento                     |
| --- | ---------------- | --- | - | - | - | - | -- | -- | --- | -- | ------------------------------------------------- |
| 1   | Independente-PR  | 20  | 9 | 6 | 2 | 1 | 18 | 7  | +11 | 74 | Zona de classificação para a Segunda Fase         |
| 2   | União            | 15  | 9 | 4 | 3 | 2 | 13 | 11 | +2  | 55 | Zona de classificação para a Segunda Fase         |
| 3   | Rolândia         | 14  | 9 | 4 | 2 | 3 | 12 | 9  | +3  | 51 | Zona de classificação para a Segunda Fase         |
| 4   | Prudentópolis    | 13  | 9 | 4 | 1 | 4 | 10 | 9  | +1  | 48 | Zona de classificação para a Segunda Fase         |
| 5   | PSTC[PST]        | 12  | 9 | 6 | 1 | 2 | 20 | 8  | +12 | 59 | Zona de classificação para a Segunda Fase         |
| 6   | Apucarana Sports | 12  | 9 | 4 | 0 | 5 | 13 | 9  | +4  | 44 | Zona de classificação para a Segunda Fase         |
| 7   | Batel            | 12  | 9 | 4 | 2 | 3 | 11 | 9  | +2  | 44 | Zona de classificação para a Segunda Fase         |
| 8   | Nacional-PR      | 11  | 9 | 3 | 2 | 4 | 18 | 18 | 0   | 40 | Zona de classificação para a Segunda Fase         |
| 9   | Paranavaí[ACP]   | 7   | 9 | 3 | 2 | 4 | 11 | 19 | -8  | 25 | Zona de rebaixamento para a Terceira Divisão 2020 |
| 10  | Iraty[IRA]       | -3  | 9 | 0 | 0 | 9 | 5  | 32 | -27 | 0  | Zona de rebaixamento para a Terceira Divisão 2020 |

- PST^  PSTC perdeu 7 pontos por conta de escalação irregular.
- IRA^  Iraty perdeu 3 pontos por conta de escalação irregular.
- ACP^  Paranavaí perdeu 4 pontos por conta de escalação irregular.

### Confrontos
Para ler a tabela, a linha horizontal representa os jogos da equipe como mandante. A coluna vertical indica os jogos da equipe como visitante.

### Desempenho por rodada
Clubes que lideraram o campeonato ao final de cada rodada:
| Rodadas | Rodadas | Rodadas | Rodadas | Rodadas | Rodadas | Rodadas | Rodadas | Rodadas |
| ------- | ------- | ------- | ------- | ------- | ------- | ------- | ------- | ------- |
| 1       | 2       | 3       | 4       | 5       | 6       | 7       | 8       | 9       |
| APU     | APU     | NAC     | IND     | IND     | IND     | IND     | IND     | IND     |

Clubes que ficaram na última posição do campeonato ao final de cada rodada:
| Rodadas | Rodadas | Rodadas | Rodadas | Rodadas | Rodadas | Rodadas | Rodadas | Rodadas |
| ------- | ------- | ------- | ------- | ------- | ------- | ------- | ------- | ------- |
| 1       | 2       | 3       | 4       | 5       | 6       | 7       | 8       | 9       |
| PST     | PST     | ISC     | ISC     | ISC     | ISC     | ISC     | ISC     | ISC     |

## Segunda Fase

### Grupo B
| Pos | Equipes         | Pts | J | V | E | D | GP | GC | SG  | %  |
| --- | --------------- | --- | - | - | - | - | -- | -- | --- | -- |
| 1   | PSTC            | 13  | 6 | 4 | 1 | 1 | 15 | 4  | +11 | 72 |
| 2   | Prudentópolis   | 7   | 6 | 2 | 1 | 3 | 3  | 7  | -4  | 38 |
| 3   | Nacional-PR     | 7   | 6 | 2 | 1 | 3 | 8  | 14 | -6  | 38 |
| 4   | Independente-PR | 6   | 6 | 1 | 3 | 2 | 6  | 7  | -1  | 33 |

|               | IND | PRU | PST | NAC |
| ------------- | --- | --- | --- | --- |
| Independente  | —   | 2–0 | 1–2 | 1–3 |
| Prudentópolis | 0–0 | —   | 1–0 | 2–1 |
| PSTC          | 1–1 | 2–0 | —   | 7–1 |
| Nacional      | 1–1 | 2–0 | 0–3 | —   |

#### Desempenho por rodada
Clubes que lideraram o grupo ao final de cada rodada:
| 1    | 2 | 3 | 4 | 5 | 6 |
| PSTC |   |   |   |   |   |

### Grupo C
| Pos | Equipes          | Pts | J | V | E | D | GP | GC | SG | %  |
| --- | ---------------- | --- | - | - | - | - | -- | -- | -- | -- |
| 1   | União            | 12  | 6 | 4 | 0 | 2 | 9  | 4  | +5 | 66 |
| 2   | Apucarana Sports | 10  | 6 | 3 | 1 | 2 | 10 | 9  | +1 | 55 |
| 3   | Batel            | 7   | 6 | 2 | 1 | 3 | 7  | 9  | -2 | 38 |
| 4   | Rolândia         | 5   | 6 | 1 | 2 | 3 | 7  | 11 | -4 | 27 |

|           | UNI | ROL | APU | BAT |
| --------- | --- | --- | --- | --- |
| União     | —   | 3–0 | 2–1 | 1–0 |
| Rolândia  | 2–1 | —   | 2–2 | 1–1 |
| Apucarana | 1–0 | 2–1 | —   | 3–4 |
| Batel     | 0–2 | 2–1 | 0–1 | —   |

#### Desempenho por rodada
Clubes que lideraram o grupo ao final de cada rodada:
| 1   | 2   | 3   | 4   | 5   | 6   |
| UNI | UNI | UNI | APU | UNI | UNI |

## Fase final
Em itálico, os times que possuem o mando de campo no primeiro jogo do confronto e em negrito os times classificados.
|  | Semifinais       | Semifinais | Semifinais | Semifinais |   |      | Final | Final | Final | Final |
|  |                  |            |            |            |   |      |       |       |       |       |
|  | PSTC             | 1          | 4          | 5          |   |      |       |       |       |       |
|  | Apucarana Sports | 0          | 1          | 1          |   |      |       |       |       |       |
|  | Apucarana Sports | 0          | 1          | 1          |   | PSTC | 2     | 3     | 5     |       |
|  |                  |            |            |            |   | PSTC | 2     | 3     | 5     |       |
|  |                  | União      | 2          | 3          | 5 |      |       |       |       |       |
|  | União            | União      | 2          | 3          | 5 | 0    | 1     | 1     |       |       |
|  | União            |            |            |            |   | 0    | 1     | 1     |       |       |
|  | Prudentópolis    | 0          | 1          | 1          |   |      |       |       |       |       |

## Final
Jogo de ida
| 14 de julho | União                    | 2 – 2  | PSTC                             | Estádio Anilado, Francisco Beltrão                                   |
| 15:30       | Rafael Xavier 45+1', 78' | Súmula | 35' Gerônimo · 59' Felipe Pirajú | Público: 1 194 Renda: R$ 14.340,00 Árbitro: PR Felipe Gomes da Silva |

Jogo de volta
| 21 de julho | PSTC                           | 3 – 3  | União                                  | Estádio Ubirajara Medeiros, Cornélio Procópio                      |
| 11:00       | Patrick 2' · Gerônimo 52', 56' | Súmula | 15' Rafael Xavier · 50' Luan · 89' Léo | Público: 1 644 Renda: R$ 16.440,00 Árbitro: PR Lucas Paulo Torezin |

## Premiação
| Segunda Divisão 2019     |
| Cornélio Procópio        |
| ------------------------ |
| PSTC Campeão (2º título) |

## Classificação Geral
O campeão e o vice serão os clubes que participarem da Quarta Fase da competição. O terceiro e quarto colocados serão os clubes eliminados na Terceira Fase da competição considerando apenas a pontuação obtida na Terceira Fase. Da quinta a oitava colocação serão ocupadas pelo clubes que participaram da Segunda Fase sendo considerado apenas a pontuação obtida na Segunda Fase. E as duas últimas posições serão ocupadas pelos clubes não classificados a Segunda Fase.
| Pos | Equipes          | Pts | J  | V  | E | D | GP | GC | SG  | %  | Classificação                                 |
| --- | ---------------- | --- | -- | -- | - | - | -- | -- | --- | -- | --------------------------------------------- |
| 1   | PSTC[PST]        | 33  | 19 | 12 | 4 | 3 | 45 | 18 | +27 | 70 | Campeão e acesso a Primeira Divisão 2020      |
| 2   | União            | 31  | 19 | 8  | 7 | 4 | 28 | 21 | +7  | 54 | Vice-Campeão e acesso a Primeira Divisão 2020 |
| 3   | Prudentópolis    | 22  | 17 | 6  | 4 | 7 | 14 | 17 | -3  | 43 | Eliminados nas semifinais                     |
| 4   | Apucarana Sports | 22  | 17 | 7  | 1 | 9 | 24 | 23 | +1  | 43 | Eliminados nas semifinais                     |
| 5   | Batel            | 19  | 15 | 6  | 3 | 6 | 18 | 18 | 0   | 42 | Eliminados na segunda fase                    |
| 6   | Nacional-PR      | 18  | 15 | 5  | 3 | 7 | 26 | 32 | -6  | 40 | Eliminados na segunda fase                    |
| 7   | Independente-PR  | 26  | 15 | 7  | 5 | 3 | 24 | 14 | +10 | 57 | Eliminados na segunda fase                    |
| 8   | Rolândia         | 19  | 15 | 5  | 4 | 6 | 19 | 20 | -1  | 42 | Eliminados na segunda fase                    |
| 9   | Paranavaí[ACP]   | 7   | 9  | 3  | 2 | 4 | 11 | 19 | -8  | 15 | Rebaixados a Terceira Divisão 2020            |
| 10  | Iraty[IRA]       | -3  | 9  | 0  | 0 | 9 | 5  | 32 | -27 | 0  | Rebaixados a Terceira Divisão 2020            |

- PST^  PSTC perdeu 7 pontos por conta de escalação irregular.
- IRA^  Iraty perdeu 3 pontos por conta de escalação irregular.
- ACP^  Paranavaí perdeu 4 pontos por conta de escalação irregular.

## Público
Considera-se o público pagante que consta nos Boletins Financeiros de cada partida fornecido pela Federação Paranaense de Futebol.

### Maiores públicos
Estes são os dez maiores públicos do Campeonato. 
| Nº | Público | Mandante         | Placar | Visitante        | Estádio            | Data        | Rodada              |
| -- | ------- | ---------------- | ------ | ---------------- | ------------------ | ----------- | ------------------- |
| 1  | 2 411   | União            | 1–1    | Prudentópolis    | Anilado            | 7 de julho  | Semifinal - Volta   |
| 2  | 1 644   | PSTC             | 3–3    | União            | Ubirajara Medeiros | 21 de julho | Final - Volta       |
| 3  | 1 397   | Apucarana Sports | 0–1    | PSTC             | Olímpio Barreto    | 29 de junho | Semifinal - Ida     |
| 4  | 1 393   | PSTC             | 4–1    | Apucarana Sports | Ubirajara Medeiros | 7 de julho  | Semifinal - Volta   |
| 5  | 1 194   | União            | 2–2    | PSTC             | Anilado            | 14 de julho | Final - Ida         |
| 6  | 1 145   | Prudentópolis    | 0–0    | União            | Newton Agibert     | 30 de junho | Semifinal - Ida     |
| 7  | 1 114   | União            | 1–0    | Batel            | Anilado            | 23 de junho | 6ª Rodada - 2ª Fase |
| 8  | 962     | União            | 4–3    | Iraty            | Anilado            | 7 de abril  | 1ª Rodada - 1ª Fase |
| 9  | 908     | Batel            | 0–2    | União            | Waldomiro Gelinski | 19 de maio  | 1ª Rodada - 2ª Fase |
| 10 | 901     | União            | 1–1    | PSTC             | Anilado            | 10 de abril | 2ª Rodada - 1ª Fase |

### Menores públicos
Estes são os dez menores públicos do Campeonato. 
| Nº | Público | Mandante         | Placar | Visitante        | Estádio            | Data        | Rodada              |
| -- | ------- | ---------------- | ------ | ---------------- | ------------------ | ----------- | ------------------- |
| 1  | 31      | Prudentópolis    | 1–0    | PSTC             | Newton Agibert     | 23 de junho | 6ª Rodada – 2ª Fase |
| 2  | 32      | Apucarana Sports | 0–1    | Rolândia         | Ubirajara Medeiros | 14 de abril | 3ª Rodada - 1ª Fase |
| 3  | 44      | Rolândia         | 0–0    | União            | Erich George       | 17 de abril | 4ª Rodada - 1ª Fase |
| 4  | 46      | Nacional-PR      | 2–1    | Apucarana Sports | Erich George       | 26 de abril | 7ª Rodada – 1ª Fase |
| 5  | 52      | Nacional-PR      | 2–0    | Prudentópolis    | Erich George       | 9 de junho  | 4ª Rodada - 2ª Fase |
| 6  | 54      | Rolândia         | 2–0    | Iraty            | Erich George       | 28 de abril | 7ª Rodada - 1ª Fase |
| 7  | 56      | Rolândia         | 2–1    | União            | Erich George       | 2 de junho  | 3ª Rodada - 2ª Fase |
| 8  | 64      | Rolândia         | 1–1    | Independente-PR  | Erich George       | 10 de abril | 2ª Rodada - 1ª Fase |
| 9  | 65      | Independente-PR  | 4–0    | Paranavaí        | Pinhão             | 24 de abril | 6ª Rodada - 1ª Fase |
| 10 | 71      | Prudentópolis    | 2–1    | Nacional-PR      | Newton Agibert     | 26 de maio  | 2ª Rodada – 2ª Fase |

### Média como mandante
| Pos.  | Time             | Média | Total  | Mandos | Maior | Menor |
| ----- | ---------------- | ----- | ------ | ------ | ----- | ----- |
| 1     | União            | 1031  | 10313  | 10     | 2 411 | 418   |
| 2     | Batel            | 597   | 4180   | 7      | 908   | 390   |
| 3     | PSTC             | 562   | 5621   | 10     | 1 644 | 106   |
| 4     | Apucarana Sports | 411   | 2877   | 7      | 1 397 | 32    |
| 5     | Independente-PR  | 258   | 2064   | 8      | 480   | 65    |
| 6     | Prudentópolis    | 226   | 2042   | 9      | 1 145 | 31    |
| 7     | Iraty            | 210   | 631    | 3      | 346   | 75    |
| 8     | Paranavaí        | 135   | 675    | 5      | 244   | 76    |
| 9     | Nacional-PR      | 78    | 470    | 6      | 103   | 46    |
| 10    | Rolândia         | 66    | 466    | 7      | 89    | 54    |
| Total | Total            | 407   | 29 339 | 72     | 2 411 | 31    |

Os seguintes jogos não foram considerados para o cálculo do público. 

O jogo Iraty x Prudentópolis pela 2ª rodada da 1ª fase não foi realizado, tendo Prudentópolis ganhado por WO.   

O jogo Nacional-PR x Rolândia pela 6ª rodada da 1ª fase foi realizado com portoẽs fechados.   

O jogo Apucarana Sports x União pela 6ª rodada da 1ª fase foi realizado com portoẽs fechados.   

### Público Pagante Por Rodada
1ª Fase
| Pos. | Time             | Mandos | 1   | 2   | 3   | 4   | 5   | 6   | 7   | 8   | 9   | Total | Média |
| ---- | ---------------- | ------ | --- | --- | --- | --- | --- | --- | --- | --- | --- | ----- | ----- |
| 1    | União            | 5      | 962 | 901 | x   | x   | 418 | x   | 866 | 760 | x   | 3907  | 781   |
| 2    | Batel            | 4      | x   | 559 | 597 | x   | 430 | x   | x   | 658 | x   | 2244  | 561   |
| 3    | PSTC             | 5      | 258 | x   | x   | 106 | 118 | x   | x   | 398 | 339 | 1219  | 243   |
| 4    | Independente-PR  | 5      | 379 | x   | 389 | x   | x   | 65  | 112 | x   | 132 | 1077  | 215   |
| 5    | Iraty            | 3      | x   | WO  | x   | x   | 346 | 210 | x   | x   | 75  | 631   | 210   |
| 6    | Paranavaí        | 5      | 244 | 76  | x   | 90  | x   | x   | 163 | 102 | x   | 675   | 135   |
| 7    | Prudentópolis    | 5      | 200 | x   | 175 | 103 | x   | 86  | x   | x   | 89  | 654   | 130   |
| 8    | Apucarana Sports | 3      | x   | x   | 32  | x   | 234 | PF  | x   | 123 | x   | 389   | 129   |
| 9    | Nacional-PR      | 3      | x   | x   | 99  | 103 | x   | PF  | 46  | x   | x   | 248   | 82    |
| 10   | Rolândia         | 4      | x   | 64  | x   | 44  | x   | x   | 54  | x   | 89  | 261   | 65    |

Legenda: 

WO: Jogo não foi realizado por WO. 

PF: Jogo realizado com portões fechados.
2ª Fase
| Pos. | Time             | Mandos | 1   | 2   | 3   | 4   | 5   | 6    | Total | Média |
| ---- | ---------------- | ------ | --- | --- | --- | --- | --- | ---- | ----- | ----- |
| 1    | União            | 3      | x   | 854 | x   | x   | 833 | 1114 | 2801  | 933   |
| 2    | Batel            | 3      | 908 | x   | 638 | 390 | x   | x    | 1936  | 645   |
| 3    | PSTC             | 3      | 405 | x   | x   | 533 | 427 | x    | 1365  | 455   |
| 4    | Apucarana Sports | 3      | 243 | x   | x   | 266 | 582 | x    | 1090  | 363   |
| 5    | Independente-PR  | 3      | x   | 167 | x   | x   | 340 | 480  | 987   | 329   |
| 6    | Prudentópolis    | 3      | x   | 71  | 141 | x   | x   | 31   | 243   | 81    |
| 7    | Nacional-PR      | 3      | 96  | x   | 74  | 52  | x   | x    | 222   | 74    |
| 8    | Rolândia         | 3      | x   | 74  | 56  | x   | x   | 75   | 205   | 68    |

Fase final
| Pos. | Time             | Mandos | Semifinal-Ida | Semifinal-Volta | Final-Ida | Final-Volta | Total | Média |
| ---- | ---------------- | ------ | ------------- | --------------- | --------- | ----------- | ----- | ----- |
| 1    | União            | 2      | x             | 2411            | 1194      | x           | 3605  | 1802  |
| 2    | PSTC             | 2      | x             | 1393            | x         | 1644        | 3037  | 1518  |
| 3    | Apucarana Sports | 1      | 1397          | x               | x         | x           | 1397  | 1397  |
| 4    | Prudentópolis    | 1      | 1145          | x               | x         | x           | 1145  | 1145  |